# Quinnipiac University
Quinnipiac University är ett amerikanskt privat universitet som ligger i Hamden, Connecticut och hade totalt 9 035 studenter (6 553 undergraduate students och 2 482 postgraduate students) för 2014.
1929 gick politikern Samuel W. Tator, professorn E. Wight Bakke, affärsmannen Robert R. Chamberlain och domaren Phillip Troup ihop och bildade colleget Connecticut College of Commerce och låg då i New Haven. 1935 bytte lärosätet namn till Junior College of Commerce och 1943 var man tvungna att stänga ner verksamheten eftersom andra världskriget pågick och nästan samtliga manliga studenter hade blivit inkallade. Kriget tog slut 1945 och colleget öppnades åter. 1951 genomgick utbildningsinstitutionen ett ytterligare namnbyte och den här gången till Quinnipiac College. Med tiden insåg man att colleget var i stort behov av både nya lokaler och större utrymmen och man beslutade om att förvärva mark som låg i anslutning till Sleeping Giant Park i Hamden och man flyttade dit 1966. Den 1 juli 2000 blev man klassificerad som ett universitet och fick sitt nuvarande namnet.
De tävlar med 19 universitetslag i olika idrotter via deras idrottsförening Quinnipiac Bobcats.

## Alumner
| Idrottare - Skyler Brind'Amour - Connor Clifton - Collin Graf - Connor Jones - Matthew Peca - Yaniv Perets | - Chase Priskie - Jacob Quillan - Brogan Rafferty - Devon Toews - Erica Udén Johansson - Bryce Van Brabant - Kirsten van de Ven |